# コンバム
コンバム株式会社（CONVUM LTD.）は、東京都大田区に本社を置く企業。

## 概要
エゼクタ式真空発生装置、パキュームパッド等を生産するメーカー。かつての会社名である株式会社妙徳は、名称を相談した東京都大田区の妙徳寺に由来する。

## 事業所
- 本社
東京都大田区下丸子2-6-18
- 岩手事業所
岩手県奥州市江刺岩谷堂字松長根10-5

## 沿革
- 1951年（昭和26年）4月 - 株式会社妙徳製作所を設立。設立当初はリコーの下請け工場であった。
- 1982年（昭和57年）1月 - 株式会社妙徳に商号変更。
- 2004年（平成16年）10月 - ジャスダック上場。
- 2022年（令和4年）1月 - コンバム株式会社に商号変更。